# Jugoslovenska Radio-Televizija
Pour les articles homonymes, voir JRT.
La Jugoslovenska Radio-Televizija (JRT) était la société nationale de radio et de télévision de la Yougoslavie créée en 1956 et disparue en 1992.
La JRT était l'un des membres fondateurs de l'Eurovision (UER), tout en étant le seul État socialiste appartenant à cette organisation.

## Liste des différents membres de la JRT
| République fédérée ou province autonome     | Installé à | Nom de la station | Inauguration en | Diffuseurs actuels                          |
| ------------------------------------------- | ---------- | ----------------- | --------------- | ------------------------------------------- |
| République socialiste de Bosnie-Herzégovine | Sarajevo   | RTV Sarajevo      | 1969            | Radio-Televizija Bosne i Hercegovine (BHRT) |
| République socialiste de Croatie            | Zagreb     | RTV Zagreb        | 1956            | Hrvatska radiotelevizija (HRT)              |
| République socialiste de Macédoine          | Skopje     | RTV Skopje        | 1964            | Makedonska Radio Televizija (MRT)           |
| République socialiste du Monténégro         | Titograd   | RTV Titograd      | 1971            | Radio Televizija Crne Gore (RTCG)           |
| République socialiste de Serbie             | Belgrade   | RTV Belgrade      | 1958            | Radio-télévision de Serbie (RTS)            |
| République socialiste de Slovénie           | Ljubljana  | RTV Ljubljana     | 1958            | Radiotelevizija Slovenija (RTV SLO)         |
| Province autonome socialiste du Kosovo      | Pristina   | RTV Pristina      | 1975            | Radio-télévision du Kosovo (RTK)            |
| Province autonome socialiste de Voïvodine   | Novi Sad   | RTV Novi Sad      | 1975            | Radio Télévision de Voïvodine (RTV)         |